# 9969 Брайль
9969 Брайль (9969 Braille) — астероїд головного поясу, відкритий 27 травня 1992 року.
Тіссеранів параметр щодо Юпітера — 3,278.

Схема орбіти 9969 Брайль: синім - 9969 Брайль, червоним - планети, чорним - Сонце